# Aleksander Śliwka
Aleksander Śliwka (Jawor, 24 maggio 1995) è un pallavolista polacco, schiacciatore dei Suntory Sunbirds.

## Carriera

### Club
Figlio di due pallavolisti dilettanti, dopo aver cominciato con il calcio inizia la pratica della pallavolo in quinta elementare, all'interno di una società locale, lo Spartakus di Jawor, sua città natale, dove rimane dal 2007 al 2013. Messo sotto contratto dall'Asseco Resovia, completa tuttavia la propria formazione nella squadra federale del SMS Spała con cui si aggiudica il titolo giovanile di Młoda Liga nella stagione 2013-14 e il titolo di miglior giocatore del torneo.
Nell'annata 2014-15 fa il proprio esordio nella pallavolo professionistica, disputando la Polska Liga Siatkówki con l'AZS Politecnica Varsavia, sempre in prestito dall'Asseco; le buone prestazioni col club della capitale convincono il club di Rzeszów a farlo rientrare per la stagione seguente. Già nell'annata 2016-17 è tuttavia di nuovo in prestito, stavolta all'AZS Olsztyn prima di fare nuovamente ritorno all'Asseco per la stagione 2017-18.
Anche in questo caso la permanenza nel club biancorosso dura soltanto un'annata: nella primavera del 2018 infatti si trasferisce a titolo definitivo allo ZAKSA dove, a partire dall'annata 2018-19 conquista due campionati, quattro Coppe di Polonia, due Supercoppe nazionali e tre Champions League (eletto inoltre MVP dell'edizione 2020-21).
Dopo sei annate con la formazione di Kędzierzyn-Koźle, nel campionato 2024-25 si trasferisce in Giappone, dove viene ingaggiato in SV.League dai Suntory Sunbirds.

### Nazionale
Nel 2013 viene convocato dalla nazionale under 19 polacca con cui si aggiudica le medaglie d'argento al campionato europeo di categoria e al XII Festival olimpico della gioventù europea e quella di bronzo al campionato mondiale; l'anno successivo, con la selezione under 20 giunge ancora una volta secondo, sempre alle spalle della Russia, al campionato europeo di categoria.
Nel 2015 viene convocato per la prima volta in nazionale maggiore, anno in cui vince il bronzo all'European League 2015. Si laurea campione del Mondo nel 2018, a cui fa seguito, nel 2019, la medaglia di bronzo al campionato europeo e quella d'argento alla Coppa del Mondo e, nel 2021, l'argento alla Volleyball Nations League e il bronzo al campionato europeo. Nel 2022 conquista il bronzo alla Volleyball Nations League e l'argento al campionato mondiale, mentre un anno dopo si aggiudica l'oro alla Volleyball Nations League, venendo premiato come miglior schiacciatore e al campionato europeo. Nel 2024 mette al collo il bronzo alla Volleyball Nations League e l'argento ai Giochi della XXXIII Olimpiade.

## Palmarès

### Club
- Campionato polacco: 2

2018-19, 2021-22
- Coppa di Polonia: 4

2018-19, 2020-21, 2021-22, 2022-23
- Supercoppa polacca: 3

2019, 2020, 2023
- Champions League: 3

2020-21, 2021-22, 2022-23

### Nazionale (competizioni minori)
- Campionato europeo under 19 2013
- Festival olimpico della gioventù europea 2013
- Campionato mondiale under 19 2013
- Campionato europeo under 20 2014
- European League 2015
- Memorial Hubert Wagner 2017
- Memorial Hubert Wagner 2018
- Memorial Hubert Wagner 2019
- Memorial Hubert Wagner 2021
- Memorial Hubert Wagner 2023

### Premi individuali
- 2019 - Coppa di Polonia: MVP
- 2020 - Supercoppa polacca: MVP
- 2021 - Champions League: MVP
- 2023 - Coppa di Polonia: MVP
- 2023 - Volleyball Nations League: Miglior schiacciatore